# Agapito Barranco
Gral. Agapito Barranco fue un militar mexicano que participó en la Revolución mexicana. Nació en Veracruz. Al luchar contra Porfirio Díaz se incorporó a las filas maderistas de su región. En 1913 y 1914 combatió al gobierno usurpador de Victoriano Huerta en las filas de la División de Oriente, donde alcanzó el grado de general de brigada. En 1926 el coronel Adalberto Tejeda, entonces secretario de gobernación, lo nombró director penal de las Islas Marías, en cuyo desempeño se distinguió por su labor humanitaria. Fue presidente municipal de Jalapa. 